# Liste der Baudenkmäler in Lalling
Auf dieser Seite sind die Baudenkmäler in der niederbayerischen Gemeinde Lalling zusammengestellt. Diese Tabelle ist eine Teilliste der Liste der Baudenkmäler in Bayern. Grundlage ist die Bayerische Denkmalliste, die auf Basis des Bayerischen Denkmalschutzgesetzes vom 1. Oktober 1973 erstmals erstellt wurde und seither durch das Bayerische Landesamt für Denkmalpflege geführt wird. Die folgenden Angaben ersetzen nicht die rechtsverbindliche Auskunft der Denkmalschutzbehörde.

## Ensembles

### Ensemble Weiler Datting
Im nördlichen Hanggelände des Lallinger Winkels scharen sich an einer zur waldreichen Rusel ansteigenden Wegschleife fünf Anwesen zu einem Bergweiler zusammen. Die wohl schon im 8. Jahrhundert vom Kloster Niederalteich hoch hinaufgetriebene Rodung bestimmt noch heute die Bebauung: unter Verzicht auf Fernwirkung ins Tal und unbekümmert um den weitreichenden Ausblick schirmen sich die Gebäude des 18./19. Jahrhunderts, davon vier noch in Blockbauweise mit vorgezogenen Satteldächern und Schroten, bergseitig teilweise in den Hang hineingegraben und zusätzlich hinter dichtem Obstbaumbewuchs versteckt, gegen die Witterungsunbill ab; die beiden westlichen Anwesen wurden durch windabweisende Nebengebäude dreiseitig geschlossen, die Wohnteile sind orientiert, ausgenommen beim östlichen Anwesen Nr. 166, das früher zugleich als Gasthof bewirtschaftet war. Trotz des hochgeratenen Neubau-Stadels bei Nr. 161 und trotz des hart wirkenden Verputzneubaues Nr. 162 am westlichen Ortsrand dokumentieren die Anwesen, gerade auch im Zusammenspiel mit Getreidekästen, Backhäuseln, einer Totenbrett-Reihe und der kleinen Kapelle (Neubau), eine ursprüngliche Siedlungsweise. Aktennummer: E-2-71-130-1.

### Ensemble Weiler Gerholling
Das Ensemble umfasst die Bauernanwesen des Weilers Gerholling im „Lallinger Winkel“, dem nach Süden geöffneten gebirgigen Vorland des Bayerischen Waldes. Vier der Anwesen und ein zugehöriges Gütl standen jahrhundertelang zur Hälfte oder zu einem Viertel unter Grundherrschaft des Klosters Niederaltaich. Der große geschlossene Vierseithof Nr. 140 aus der ersten Hälfte des 19. Jahrhunderts, weitgehend in Holz erbaut, beherrscht das Ortsbild des Weilers. Dreiseit- und Einfirstanlagen des 18. Jahrhunderts und der ersten Hälfte des 19. Jahrhunderts, ganz oder nur im Obergeschoss in Blockbauweise, schließen sich nördlich an. Eine große geschlossene Hofanlage – die Bauten massiv und verputzt – dokumentiert am Nord-Ende den Bauernhausbau des späten 19. Jahrhunderts. Der Ortsrand, um den sich Obstgärten ziehen, ist völlig unverbaut. Aktennummer: E-2-71-130-2.

## Baudenkmäler nach Ortsteilen

### Lalling
| Lage                    | Objekt                              | Beschreibung | Akten-Nr.     | Bild                              |
| ----------------------- | ----------------------------------- | --- | ------------- | --------------------------------- |
| Kirchplatz 1 (Standort) | Katholische Pfarrkirche St. Stephan | barocker Wandpfeilersaal mit eingezogenem Chor und Zwiebel-Nordturm, 1753–56; mit Ausstattung; Friedhofsmauer, mit südseitigem Zeltdach-Pilastertor, 17./18. Jahrhundert                                                                                       | D-2-71-130-1  | weitere Bilder                    |
| Kirchplatz 2 (Standort) | Gasthof, ehemalige Hakenhofanlage   | Gastwirtschaft und Krämerei, zweigeschossiger Flachsatteldachbau mit Putzgliederung, Segmentbogenfenstern und gründerzeitlicher Ladeneinfassung, bezeichnet mit 1824, erneuert zweite Hälfte 19. Jahrhundert; Baumgruppe, zwei den Eingang flankierende Linden | D-2-71-130-42 | Gasthof, ehemalige Hakenhofanlage |
| Nußbaumweg 1 (Standort) | Ehemaliges Obstpresshaus            | pavillonartiger Massivbau in Ständerkonstruktion mit abgesetztem Mansardwalmdachbau und rautenförmigen Dachfenstern, Anfang 20. Jahrhundert | D-2-71-130-43 | Ehemaliges Obstpresshaus          |
| Pfarrweg 2 (Standort)   | Ehemaliges Kleinbauernhaus          | erdgeschossiger Satteldachbau mit hohem Blockbau-Kniestock, erste Hälfte 18. Jahrhundert, Dach später aufgesteilt | D-2-71-130-2  | Ehemaliges Kleinbauernhaus        |

### Datting
| Lage                    | Objekt                                       | Beschreibung | Akten-Nr.    | Bild                                   |
| ----------------------- | -------------------------------------------- | --- | ------------ | -------------------------------------- |
| Datting 3 (Standort)    | Bauernhaus eines Dreiseithofs                | Flachsatteldachbau mit Blockbau-Obergeschoss, zweiseitig umlaufendem Schrot und Giebelschrot, erstes Drittel 19. Jahrhundert; Backhaus, Bruchsteinbau mit Steildach, 19. Jahrhundert | D-2-71-130-4 | BW                                     |
| Datting 4 (Standort)    | Wohnhaus eines ehemaligen Dreiseithofs       | Wohnhaus eines ehemaligen Dreiseithofes, zweigeschossiger, teilweise ausgemauerter Blockbau mit Flachsatteldach, giebelseitigen Schroten und Giebelkruzifix, 1. Hälfte 19. Jahrhundert; Nebengebäude, Bruchsteinbau mit Kniestock und Satteldach                                                               | D-2-71-130-3 | Wohnhaus eines ehemaligen Dreiseithofs |
| Datting 5, 8 (Standort) | Wohnstallhaus, ehemaliges Inhaus zum Gasthof | zweigeschossiger, teilweise ausgemauerter Blockbau mit Flachsatteldach und Schroten, Anfang 19. Jahrhundert; Backofen, erste Hälfte 19. Jahrhundert | D-2-71-130-5 | BW                                     |
| Datting 8 (Standort)    | Wohnhaus, ehemaliger Gasthof                 | zweigeschossiger, teilweise ausgemauerter Blockbau mit Flachsatteldach, trauf- bzw. giebelseitigen Balusterschroten und Giebelkruzifix, 1729/30 (dendrochronologisch datiert), Umbau 1813 (dendrochronologisch datiert); Traidkasten, teilweise geständerter Blockbau mit Flachsatteldach, 18./19. Jahrhundert | D-2-71-130-6 | BW                                     |
| In Datting (Standort)   | Gedenkkreuze mit Totenbrett                  | 19./20. Jahrhundert | D-2-71-130-8 | BW                                     |

### Dösing
| Lage                | Objekt                 | Beschreibung                                                                                               | Akten-Nr.     | Bild |
| ------------------- | ---------------------- | --- | ------------- | ---- |
| Dösing 4 (Standort) | Ehemaliger Einfirsthof | zweigeschossiger, teilweise ausgemauerter Blockbau mit Flachsatteldach und Hochschrot, 18./19. Jahrhundert | D-2-71-130-10 | BW   |

### Durchfurth
| Lage                  | Objekt                                    | Beschreibung                                                                                               | Akten-Nr.     | Bild |
| --------------------- | ----------------------------------------- | --- | ------------- | ---- |
| Am Anger 1 (Standort) | Blockbau eines ehemaligen Wohnstallhauses | Obergeschoss mit Schroten, wohl 1. Hälfte 19. Jahrhundert; 1978 aus Asenkofen, Lkr. Landshut, transferiert | D-2-71-130-44 | BW   |

### Euschertsfurth
| Lage                         | Objekt      | Beschreibung                                                                               | Akten-Nr.     | Bild |
| ---------------------------- | ----------- | ------------------------------------------------------------------------------------------ | ------------- | ---- |
| Euschertsfurth 25 (Standort) | Gasthaus    | zweigeschossiger Satteldachbau, bezeichnet mit dem Jahr 1808                               | D-2-71-130-16 | BW   |
| Euschertsfurth 33 (Standort) | Waldlerhaus | erdgeschossiger Blockbau mit Satteldach und hohem Kniestock, zweite Hälfte 18. Jahrhundert | D-2-71-130-14 | BW   |

### Gerholling
| Lage                    | Objekt                                      | Beschreibung | Akten-Nr.     | Bild            |
| ----------------------- | ------------------------------------------- | --- | ------------- | --------------- |
| Gerholling 3 (Standort) | Mitterstallhaus                             | zweigeschossiger, teilweise ausgemauerter Blockbau mit Flachsatteldach und Schroten, erstes Drittel 19. Jahrhundert                                                                      | D-2-71-130-21 | Mitterstallhaus |
| Gerholling 6 (Standort) | Bauernhaus eines geschlossenen Vierseithofs | zweigeschossiger Blockbau mit Satteldach, Schrot und Kammervorbau, um 1820–40; Stallstadel, Satteldachbau mit Traufschrot und Blockbau-Traidkasten über massivem Erdgeschoss, um 1820–40 | D-2-71-130-20 | BW              |
| Gerholling 9 (Standort) | Doppelbackhaus                              | aus Hausteinmauerwerk mit Flachsatteldach, Mitte 19. Jahrhundert | D-2-71-130-19 | BW              |

### Ginn
| Lage               | Objekt                                   | Beschreibung | Akten-Nr.     | Bild |
| ------------------ | ---------------------------------------- | --- | ------------- | ---- |
| Ginn 7 (Standort)  | Bauernhaus eines ehemaligen Vierseithofs | Satteldachbau mit Blockbau-Obergeschoss und Traufschrot, 18./19. Jahrhundert, Dach später aufgesteilt                                                    | D-2-71-130-26 | BW   |
| Ginn 8 (Standort)  | Bauernhaus                               | Flachsatteldachbau mit verbrettertem Blockbau über Bruchsteinerdgeschoss, erste Hälfte 19. Jahrhundert                                                   | D-2-71-130-25 | BW   |
| Ginn 10 (Standort) | Kleinbauernhaus                          | Flachsatteldachbau mit Blockbau-Obergeschoss über teilverputztem Bruchsteingeschoss mit umlaufendem Schrot und Hochschrot, zweite Hälfte 18. Jahrhundert | D-2-71-130-24 | BW   |
| Ginn 12 (Standort) | Ehemaliges Wohnstallhaus                 | zweigeschossiger Blockbau mit Flachsatteldach, zweiseitig umlaufendem Schrot und Hochschroten, erstes Drittel 19. Jahrhundert                            | D-2-71-130-23 | BW   |

### Kapfing
| Lage                  | Objekt                           | Beschreibung | Akten-Nr.     | Bild |
| --------------------- | -------------------------------- | --- | ------------- | ---- |
| Kapfing 10 (Standort) | Wohnstallhaus eines Dreiseithofs | zweigeschossiger verschindelter und teilweise ausgemauerter Blockbau mit Flachsatteldach und Traufschrot, Mitte 19. Jahrhundert | D-2-71-130-27 | BW   |
| Kapfing 17 (Standort) | Ehemaliges Wohnstallhaus         | Flachsatteldachbau mit Blockbau-Obergeschoss, Trauf- und Hochschrot, erstes Drittel 19. Jahrhundert                             | D-2-71-130-28 | BW   |
| In Kapfing (Standort) | Kapelle                          | kleiner Flachsatteldachbau mit hölzernem Dachreiter, um 1850                                                                    | D-2-71-130-29 | BW   |

### Kaußing
| Lage                  | Objekt     | Beschreibung                                                                                                   | Akten-Nr.     | Bild |
| --------------------- | ---------- | --- | ------------- | ---- |
| Bergweg 17 (Standort) | Bauernhaus | zweigeschossiger, teilweise verputzter bzw. verschalter Blockbau mit Flachsatteldach und Giebelschrot, um 1800 | D-2-71-130-30 | BW   |

### Ranzing
| Lage                       | Objekt                     | Beschreibung                                                                                                | Akten-Nr.     | Bild |
| -------------------------- | -------------------------- | --- | ------------- | ---- |
| Obstgartenweg 4 (Standort) | Ehemaliges Kleinbauernhaus | zweigeschossiger Blockbau mit Flachsatteldach, hohem Kniestock und Traufschrot, im Kern 17./18. Jahrhundert | D-2-71-130-33 | BW   |

### Stritzling
| Lage                          | Objekt                                      | Beschreibung | Akten-Nr.     | Bild |
| ----------------------------- | ------------------------------------------- | --- | ------------- | ---- |
| Alte Straße (Standort)        | Wegkapelle                                  | Satteldachbau, Mitte 19. Jahrhundert; mit Ausstattung                                                                      | D-2-71-130-38 | BW   |
| Alte Straße 8 (Standort)      | Hakenhof                                    | Flachsatteldachbau mit Blockbau-Obergeschoss und Traufschrot, erstes Drittel 19. Jahrhundert                               | D-2-71-130-37 | BW   |
| Kapfinger Straße 5 (Standort) | Ehemaliges Wohnstallhaus eines Dreiseithofs | Flachsatteldachbau mit Blockbau-Obergeschoss, zweiseitig umlaufendem Schrot und Hochschrot, erstes Drittel 19. Jahrhundert | D-2-71-130-36 | BW   |

### Urding
| Lage                | Objekt                        | Beschreibung | Akten-Nr.     | Bild |
| ------------------- | ----------------------------- | --- | ------------- | ---- |
| Urding 5 (Standort) | Bauernhaus eines Dreiseithofs | zweigeschossiger Flachsatteldachbau mit Blockbau-Kniestock und giebelseitigen Lauben, Ende 18. Jahrhundert; Traidkasten, Blockbau mit Flachsatteldach über Bruchsteinkeller, bezeichnet 1800 | D-2-71-130-39 | BW   |

### Watzing
| Lage                 | Objekt                                 | Beschreibung | Akten-Nr.     | Bild |
| -------------------- | -------------------------------------- | --- | ------------- | ---- |
| Watzing 7 (Standort) | Wohnhaus eines ehemaligen Vierseithofs | Flachsatteldachbau mit Blockbau-Obergeschoss, zweiseitig umlaufendem Baluster- sowie Hochschrot, 18./19. Jahrhundert; südlicher Stallstadel, Satteldachbau mit Bruchsteinmauerwerk, gleichzeitig | D-2-71-130-40 | BW   |

## Ehemalige Baudenkmäler
In diesem Abschnitt sind Objekte aufgeführt, die früher einmal in der Denkmalliste eingetragen waren, jetzt aber nicht mehr. Objekte, die in anderem Zusammenhang also z. B. als Teil eines Baudenkmals weiter eingetragen sind, sollen hier nicht aufgeführt werden. Aktennummern in diesem Abschnitt sind ehemalige, jetzt nicht mehr gültige Aktennummern.

| Lage                                    | Objekt                        | Beschreibung                                                                                               | Akten-Nr.     | Bild |
| --------------------------------------- | ----------------------------- | --- | ------------- | ---- |
| Gerholling alte Haus-Nr. 139 (Standort) | Bauernhaus eines Dreiseithofs | Flachsatteldachbau mit Blockbau-Obergeschoss, umlaufendem Schrot sowie Giebelschrot, Ende 18. Jahrhundert  | D-2-71-130-18 | BW   |
| Watzing alte Haus-Nr. 206 (Standort)    | Waldlerhaus                   | erdgeschossiger Flachsatteldachbau mit Blockbau-Kniestock und Stangenschrot, zweite Hälfte 18. Jahrhundert | D-2-71-130-41 | BW   |